# Resolutie 1847 Veiligheidsraad Verenigde Naties
Resolutie 1847 van de Veiligheidsraad van de Verenigde Naties werd op 12 december 2008 unaniem aangenomen door de VN-Veiligheidsraad en verlengde de VN-vredesmissie op Cyprus met een half jaar.

## Achtergrond
Nadat in 1964 geweld was uitgebroken tussen de Griekse en Turkse bevolkingsgroep op Cyprus stationeerden de VN de UNFICYP-vredesmacht op het eiland. Die macht wordt sindsdien om het half jaar verlengd. In 1974 bezette Turkije het noorden van Cyprus na een Griekse poging tot staatsgreep. In 1983 werd dat noordelijke deel met Turkse steun van Cyprus afgescheurd. Midden 1990 begon het toetredingsproces van (Grieks-)Cyprus tot de Europese Unie maar de EU erkent de Turkse Republiek Noord-Cyprus niet.

## Inhoud

### Waarnemingen
Op 3 september 2008 waren in Cyprus allesomvattende onderhandelingen van start gegaan. Alle partijen moesten daaraan hun volle medewerking verlenen zodat er vooruitgang kon worden geboekt. Tot dan werden de Grieks- en de Turks-Cypriotische leiders alvast geprezen om het leiderschap dat ze toonden. Ook werden aangekondigde vertrouwensmaatregelen en de annulering van militaire oefeningen verwelkomd. Het was ook belangrijk dat de Groene Lijn geopend bleef. De situatie langsheen die lijn verbeterde en er waren minder incidenten.

### Handelingen
Er werd aangedrongen om de door de onderhandelingen gecreëerde kans te grijpen. De Veiligheidsraad verlengde ook het mandaat van de UNFICYP-vredesmacht tot 15 juni 2009.
Bij de Turks-Cyprioten en het Turkse leger werd opnieuw aangedrongen het militaire status quo in Strovilia van voor 30 juni 2000 te herstellen.

## Verwante resoluties
- Resolutie 1789 Veiligheidsraad Verenigde Naties (2007)
- Resolutie 1818 Veiligheidsraad Verenigde Naties
- Resolutie 1873 Veiligheidsraad Verenigde Naties (2009)
- Resolutie 1898 Veiligheidsraad Verenigde Naties (2009)

Lijst ·  1795 ·  1796 ·  1797 ·  1798 ·  1799 ·  1800 ·  1801 ·  1802 ·  1803 ·  1804 ·  1805 ·  1806 ·  1807 ·  1808 ·  1809 ·  1810 ·  1811 ·  1812 ·  1813 ·  1814 ·  1815 ·  1816 ·  1817 ·  1818 ·  1819 ·  1820 ·  1821 ·  1822 ·  1823 ·  1824 ·  1825 ·  1826 ·  1827 ·  1828 ·  1829 ·  1830 ·  1831 ·  1832 ·  1833 ·  1834 ·  1835 ·  1836 ·  1837 ·  1838 ·  1839 ·  1840 ·  1841 ·  1842 ·  1843 ·  1844 ·  1845 ·  1846 ·  1847 ·  1848 ·  1849 ·  1850 ·  1851 ·  1852 ·  1853 ·  1854 ·  1855 ·  1856 ·  1857 ·  1858 ·  1859